# Ragnachar
Ragnachar nebo Ragnarius (465? - 509) byl jeden z drobných sálských franských králů, který vládl franskému území kolem dnešního města Cambrai. Podle Historia Francorum Řehoře z Tours, "byl tak krutý a bezohledný, že neměl slitování ani pro své vlastní blízké příbuzné". Jeho kruté vlastnosti korespondovaly s jeho příbuzným a soudobým franským králem Chlodvikem I.

## Život
V roce 486 se Ragnachar spojil s Chlodvikem I., který byl franským králem Sálských Franků, po té společně napadli Syagria, římského vládce království Soissons v bitvě u Soissons. V roce 496 Chlodvik přijal křest, čímž se stal křesťanem, ale asi polovina z 6000 franských bojovníků se odmítli k němu připojit, přičemž došlo i k rozkolu mezi ním a Ragnacharem, který se držel stále tradičního pohanství. Arcibiskup Hincmar z arcidiecéze v Remeši v 9. století ve své biografii svatý Remigius napsal: Nakonec mnoho z armády Franků, kteří ještě nepřistoupili k víře, žilo nějaký čas za řekou Somme...
V anonymních latinských spisech Gesta episcoporum Cameracensium z 11. století je zmíněno, že v tomto období se Ragnacharův nezkrotný chtíč rozšířil i na manželky jeho blízkých stoupenců. Přestal naslouchat svým dvorním rádcům ve prospěch svého oblíbeného dvořana Farra a všechny dary nebo jídlo, které získal, dělil mezi sebe a svého oblíbence se slovy: „Dost pro mě a mého Farra“. Ostatní takto uražení plánovali, jak Ragnachara svrhnout.
Příležitost ke svržení Ragnachara se naskytla v roce 509, kdy arogantní Ragnachar odepřel Chlodvíkovi vstup do Cambraie. Chlodvík využil nespokojenosti jeho vojenských stoupenců a podplatil je „náramky a opasky, které byly vyrobeny tak, aby připomínaly zlato, ale ve skutečnosti byly bronzově zlacené, aby klamaly“. Poté se Chlodvík vydal dobýt Cambrai.
Když se Ragnacharovi špehové vrátili z pozorování pohybů Chlodvíkovy armády, údajně řekli, že má „dostačující sílu k porážce vás i vašeho Farra“. Podplacení stoupenci Ragnachara a jeho bratra Ricchara zajali, když prchali po porážce v bitvě.> Přivedli je s rukama svázanýma za zády k Chlodvikovi. Řehoř z Tours napsal, že Chlodvík se zeptal Ragnachara: „Proč jsi ponížil naši rodinu tím, že jsi se nechal spoutat? Bylo by pro tebe lepší zemřít.“ Potom ho zabil sekerou a řekl Riccharovi: „Kdybys byl pomohl tvému bratrovi, nebyl by svázán“, než zabil Ricchara stejným způsobem. Ragnacharův druhý bratr Rignomer byl později na Chlodvikův rozkaz zabit v Le Mans. Po jejich smrti přešlo veškeré jejich bohatství i Ragnacharovo království na Chlodvika.
Když si zrazení stoupenci Ragnachara stěžovali, že dostali falešné zlato, Chlodvík jim řekl, že to byla jejich platba za zradu jejich pána a že by měli být vděční, že jsou ještě na živu.
Arcibiskup Hincmar napsal, že lidé poté Chlodvíka následovali a nechali se pokřtít. Frankové v Saint Remigius viděli novou víru a přijali křest. Chlodvík stejně jako Ragnachar dosáhl vítězství podlosti a vyvražděním nepohodlných Franků i lidí z vlastních řad, včetně příbuzných.